# WrestleMania IX
WrestleMania IX var den niende udgave af pay-per-view-showet WrestleMania produceret af World Wrestling Federation. Det fandt sted 4. april 1993 fra Caesars Palace i Las Vegas, Nevada. Det var det første WrestleMania-show, der blev afholdt udendørs. 
WrestleMania IX var centreret omkring to storylines. Den ene var den tilsyneladende ustoppelige 320 kg tunge Yokozuna, der udfordrede verdensmesteren Bret Hart til en VM-titelkamp i showets main event. Den anden var Hulk Hogans comeback. Hulk Hogan havde forladt World Wrestling Federation i 1992, men han gjorde comeback i en kamp om WWF World Tag Team Championship, hvor han sammen med Brutus Beefcake skulle prøve at vinde VM-bælterne fra Money Incorporated (Ted DiBiase og Irwin R. Schyster). Hulk Hogan og Brutus Beefcake tabte dog kampen, men Hulk Hogan løb ind i ringen efter showets main event, hvor Yokozuna med hjælp fra sin manager Mr. Fuji havde snydt sig til VM-titlen, og en ny VM-titelkamp mellem Yokozuna og Hulk Hogan kom ud af det blå til at finde sted. Yokozuna og Mr. Fuji prøvede igen at snyde sig til sejren ved at kaste salt i hovedet på Hogan, men han dukkede sig, og Yokozuna blev ramt i stedet for. Hulk Hogan kunne i løbet af sekunder vinde WWF's VM-titel for femte gange i karrieren. 
Der har været mange kritikere af showet. Typisk falder kritikken på Hulk Hogans pludselige VM-titelsejr, og hvorfor han endnu engang skulle vinde VM-titlen i forbindelse med WrestleMania. Det var i denne periode, at købere af showet via pay-per-view begyndte at falde drastisk. Det var i øvrigt niende gang i træk (dvs. de første ni WrestleMania-shows), at Hulk Hogan var involveret i showets main event. Hogan har dog ikke optrådt i showets main event siden, og der skulle gå ni år, inden Hogan igen deltog i WrestleMania X8, idet han skrev kontrakt med World Championship Wrestling i 1994. 

## Resultater
- WWF Intercontinental Championship: Tatanka (med Sensational Sherri) besejrede Shawn Michaels (med Luna Vachon)
  - Shawn Michaels blev talt ud af dommeren og forsvarede dermed sin titel trods nederlaget.
- Steiner Brothers (Rick Steiner og Scott Steiner) besejrede The Headshrinkers (Fatu og Samu) (med Afa)
- Doink the Clown besejrede Crush
- Razor Ramon besejrede Bob Backlund
- WWF World Tag Team Championship: Money Inc. (Ted DiBiase og Irwin R. Schyster) besejrede Mega-Maniacs (Hulk Hogan og Brutus Beefcake) (med Jimmy Hart) via diskvalifikation
- Lex Luger besejrede Mr. Perfect
- The Undertaker (med Paul Bearer) besejrede Giant Gonzalez (med Harvey Wippleman) via diskvalifikation
- WWF Championship: Yokozuna (med Mr. Fuji) besejrede Bret Hart
  - Mr. Fuji smed salt i øjet på Bret Hart uden dommeren så det, og Yokozuna vandt dermed VM-titlen for første gang.
- WWF Championship: Hulk Hogan besejrede Yokozuna (med Mr. Fuji)
  - Hulk Hogan kom ned til ringen for at se til Bret Hart. Mr. Fuji udfordrede straks Hulk Hogan til en ny VM-titelkamp, og med Bret Harts accept tog Hogan imod kampen. Mr. Fuji forsøgte igen at smide salt i hovedet på Yokozunas modstander, men ramte den nykårede verdensmester lige i øjnene. I løbet af blot 21 sekunder havde Hulk Hogan vundet kampen, og dermed sin femte VM-titel hos World Wrestling Federation.

| Sport | Spire Denne artikel om sport er en spire som bør udbygges. Du er velkommen til at hjælpe Wikipedia ved at udvide den. |